# 大給松平家
大給松平家（おぎゅうまつだいらけ）は、松平氏の庶流にあたる武家・華族だった家。松平親忠の次男乗元を祖とする十八松平の一つで、江戸時代には譜代大名4家が出、維新後には4家とも華族に列した（伯爵家1家、子爵家3家）。4家のうち2家は明治以降大給（おぎゅう）に改姓した。

## 歴史
『寛永譜』をはじめとする江戸幕府の編纂史料では松平親忠の次男・乗元を祖とする。一方、『三河物語』では乗元は松平信光の次男、すなわち親忠の兄弟としている。更に幕府の編纂史料は乗元の官途名を「加賀守」とするが、実在する松平加賀守は伊勢氏被官として信光・親忠父子とは別個に行動する存在であったことが室町幕府周辺の古文書から明らかになっている。つまり、大給松平家の祖である加賀守は松平信光以前に松平宗家から分かれた存在、もしくは元々信光の一族ではなかった可能性もあると考えられる（古文書には加賀守の実名は伝わっておらず、乗元が正しい実名であるかは不明）。こうした事情からは松平一族でも特殊な立場にあったらしく、安城松平家（後の徳川宗家）とは婚姻関係を結んでいたものの、その傘下に入ったのは4代目松平親乗の永禄7年（1564年）以降のこととされている。
三河国加茂郡大給（現在の愛知県豊田市）を領したことから大給松平家と称する。徳川家康の関東移封に従うまで大給城を拠点としていた。江戸時代には譜代大名4家のほか、数多くの旗本を出した。新井白石の『藩翰譜』では、「荻生松平」と表記する。

### 宗家（西尾藩主→子爵家）
大給松平氏(宗家)は、上野那波藩、美濃岩村藩、遠江浜松藩、上野館林藩、肥前唐津藩、志摩鳥羽藩、丹波亀山藩、山城淀藩、下総佐倉藩、出羽山形藩、三河西尾藩に転封した。
乗元の嫡流の系譜の家乗は、天正18年（1590年）に徳川が関東に移封されたのに伴い、三河国大給に換えて上野国那波1万石を与えられた。江戸時代には慶長6年（1601年）に美濃国岩村藩2万石を与えられたのに始まり、転封と加増が繰り返されて明和元年（1764年）以降西尾藩6万石で廃藩置県まで固定された。最後の藩主乗秩は明治2年（1869年）6月19日版籍奉還で西尾藩知事に任じられ、明治4年（1871年）4月の廃藩まで藩知事を務めた。
明治2年（1869年）6月17日の行政官達で公家と大名家が統合されて華族制度が誕生すると華族に列した。明治17年（1884年）7月7日の華族令の施行で華族が五爵制になると、同月8日に旧小藩知事として松平乗承が子爵に列せられた。
乗承は日本赤十字社幹部として活躍した。貴族院の子爵議員にも5回当選し、宮内省官僚として宗秩寮審議官も務めた。
その息子乗統も宮内省官僚となり、皇子傅育官、御歌所主事、東久邇宮付宮内事務官、李王職などを歴任し、退官後貴族院の子爵議員に当選して務めた。彼の代に松平子爵家の邸宅は東京市中野区住吉町にあった。

### 近正流(親清流)（府内藩主→子爵家）
大給松平家近正流(親清流)は、下野板橋藩、三河西尾藩、丹波亀山藩、豊後亀川藩、豊後中津留藩、豊後高松藩、豊後府内藩に転封した。
乗元の次男親清の系統の近正の子一生が慶長5年（1600年）に1万石の大名に取り立てられ、加増と転封を繰り返された後、万治元年（1658年）以降豊後国府内藩で廃藩置県まで固定された。最後の藩主松平近説は明治元年（1868年）3月20日に大給に改姓し、明治2年（1869年）6月22日版籍奉還で藩知事に任じられ、明治4年7月14日の廃藩まで府内藩知事を務めた。
明治2年（1869年）6月17日の行政官達で公家と大名家が統合されて華族制度が誕生すると華族に列した。明治17年（1884年）7月7日の華族令の施行で華族が五爵制になると、同月8日に旧小藩知事として大給近道が子爵に列せられた。
その子大給近孝は貴族院の子爵議員に当選して務めた。近孝の代に大給子爵家の邸宅は東京市本郷区駒込林町にあった。

### 乗政流（岩村藩主→子爵家）
大給松平家(乗政流)は、常陸小張藩、信濃小諸藩、美濃岩村藩に転封した。
宗家の乗寿の次男乗政の系統。分与と加増で延宝7年（1679年）から常陸小張藩主1万石となり、元禄15年（1702年）以降美濃国岩村藩で廃藩置県まで固定された。最後の藩主乗命は、明治2年（1869年）6月20日版籍奉還で岩村藩知事に任じられ、明治4年7月15日の廃藩まで藩知事を務めた。
明治2年（1869年）6月17日の行政官達で公家と大名家が統合されて華族制度が誕生すると華族に列した。明治17年（1884年）7月7日の華族令の施行で華族が五爵制になると、同月8日に旧小藩知事として松平乗命が子爵に列せられた。
その跡を継いだ乗長は貴族院の子爵議員に3回当選して務めた。その子乗文の代に松平子爵家の邸宅は東京市中野区桜山町にあった。

### 真次流（龍岡藩主→子爵家→伯爵家）
大給(真次流)松平家は、三河大給藩、三河奥殿藩、信濃田野口藩（龍岡藩）に転封した。
宗家の真乗の次男真次の系統。真次の子乗次が貞享元年（1686年）に三河奥殿藩主1万6000石となる。最後の藩主乗謨（後に恒と改名）は文久3年（1863年）に信濃国田野口に陣屋を移し、幕政で若年寄から老中兼陸軍総裁まで出世したが、幕府滅亡後には新政府に恭順し、明治元年（1868年）2月27日に「大給」に改姓して、5月には藩名も龍岡に改名。明治2年（1869年）6月23日の版籍奉還で龍岡藩知事に任じられた後、明治4年6月3日の廃藩まで藩知事を務めた。新政府に出仕し左院議官、元老院議官、貴族院議員、賞勲局総裁、枢密顧問官などを歴任した。
明治2年（1869年）6月17日の行政官達で公家と大名家が統合されて華族制度が誕生すると大名家として華族に列した。明治17年（1884年）7月7日の華族令の施行で華族が五爵制になると、同月8日に旧小藩知事として大給恒が子爵に列せられた。さらに恒は明治40年（1907年）9月23日に日露戦争の功で伯爵に陞爵した。
左の代に大給伯爵家の邸宅は東京市世田谷区玉川用賀町にあった。

## 系譜
```
凡例

1) 実線は実子、点線は養子
2) 数字は家督継承順。
```

## 関連する寺社
- 柞原八幡宮・賀来神社（大分県大分市） - 府内藩主となった大給松平家の崇敬を受けた神社。とくに賀来神社は江戸屋敷に分霊をしている（その後、鵠沼海岸に遷宮）。また、大名道具は明治時代に賀来神社へ寄進された。
- 松明院(愛知県岡崎市) - 初代乗元・五代真乗の墓がある。
- 宝珠院 (豊田市)(愛知県豊田市足助町) - 二代乗正・三代乗勝・四代親乗の墓がある。
- 善導寺 (館林市) - 七代乗寿の墓がある。
- 天徳寺 (東京都港区) - 大給松平家(宗家)八代乗久・九代乗春・十代乗邑・十一代乗佑・十二代乗完・十三代乗寛の墓がある。
- 龍巌寺(龍岩寺)(岐阜県恵那市岩村町) - 大給松平家(宗家)六代家乗の墓が残っているが、龍巌寺は廃されたために存在していない。
- 盛巌寺 (西尾市) - 大給松平家(宗家)十四代乗全の墓がある。
- 乗政寺 (岐阜県恵那市岩村町) - 大給松平家(乗政流)岩村藩主の菩提寺であったが、幕末に廃された。
- 春性院 (台東区) - 大給松平家(乗政流)岩村藩主の墓がある。
- 光林寺 (東京都港区) - 大給松平家(乗政流)岩村藩主の子女の墓がある。
- 蕃松院（長野県佐久市） - 大給松平家(真次流)奥殿藩の領内位牌所。幕末に田野口藩への移転により実質的な菩提寺となる。

## 備考
- 柴田錬三郎の時代小説『御家人斬九郎』では、主人公が大給松平家の傍流に連なる無役の御家人という設定。小説の作中には大給宗家松平乗寛も登場する。
- 宗家から乗政流を襲封した乗薀の子に大学頭である林家に養子に入った林述斎があり、また、真次流の乗尹の子に永井尚志（三島由紀夫の高祖父）がある。